# Hans Peter Des Coudres
Hans Peter Des Coudres, eigentlich Jean Pierre Des Coudres (* 27. September 1905 in Berlin-Spandau; † 8. Januar 1977 in Hamburg) war ein deutscher Jurist und Bibliothekar.

## Leben
Hans Peter Des Coudres war Sohn des Generalmajors Richard Des Coudres (1865–1930). Nach dem Abitur in Kassel studierte er ab 1925 an der Georg-August-Universität Göttingen Rechts- und Staatswissenschaften. Im selben Jahr wurde er im Corps Hildeso-Guestphalia Göttingen recipiert. Als Inaktiver wechselte er an die Universität Leipzig und die Haager Akademie für Völkerrecht. Er trat zum 1. November 1930 in die NSDAP (Mitgliedsnummer 365.078) ein. Er legte 1931 die Erste juristische Staatsprüfung ab und war anschließend Gerichtsreferendar. Er wurde 1933 in Leipzig bei Erwin Jacobi mit einer Arbeit zur Durchführung des Kinderarbeitsschutzrechts promoviert. Im selben Jahr wurde er Volontär an der Deutschen Bücherei in Leipzig. 1935 legte er die Fachprüfung für den höheren Bibliotheksdienst ab und wurde Mitglied der SS (Mitgliedsnummer 257.628). 
Bis zum 1. Mai 1935 war er Landesreferent der Landesstelle Sachsen der Reichsstelle zur Förderung des deutschen Schrifttums in Dresden und wurde dann auf die Reichsführerschule der SS abkommandiert. Dort war er Leiter der SS-Bibliothek („Bibliothek der Gesellschaft zur Förderung und Pflege deutscher Kulturdenkmäler“) auf der Wewelsburg, einer von Himmler gepachteten Schulungs- und Kultstätte der SS. 1936 publizierte Des Coudres eine Verherrlichung der SS unter dem Titel: Die Schutzstaffel als geistiger Stoßtrupp.
1939 wurde Des Coudres auf Betreiben von SS-Oberführer Wilhelm Traupel und Ministerialrat Rudolf Kummer Direktor der Landesbibliothek Kassel, obwohl er die beamtenrechtlichen Voraussetzungen nicht erfüllte. Als Direktor war er mitverantwortlich für den Bücherraub zugunsten der Landesbibliothek. Die von ihm begonnene Neuorganisation wurde durch den Kriegsbeginn unterbrochen, als sich Des Coudres freiwillig zur Waffen-SS meldete. 1944 wurde er SS-Sturmbannführer und erhielt das Deutsche Kreuz in Gold.
Bei Kriegsende verlor Des Coudres das Direktorat der zerstörten Kasseler Bibliothek. Von 1945 bis 1948 war er in amerikanischer und britischer Kriegsgefangenschaft. Ab 1950 arbeitete er in der Bibliothek des Bundesgerichtshofs in Karlsruhe. 1952 wechselte er zur Bibliothek des Max-Planck-Instituts für ausländisches und internationales Privatrecht, die er von 1953 bis 1971 leitete. Des Coudres war Mitbegründer der Arbeitsgemeinschaft für juristisches Bibliotheks- und Dokumentationswesen. Er war auch als Bibliograph tätig. Neben juristischen Bibliographien veröffentlichte er Schriftenverzeichnisse u. a. zu Ernst Jünger und Joachim Ringelnatz.

## Veröffentlichungen
- Die Durchführung des Kinderarbeitsschutzrechtes. Frommhold & Wendler, Leipzig 1933, (Leipzig, Universität, Dissertation, 1933).
- Das verbotene Schrifttum und die wissenschaftlichen Bibliotheken. In: Zentralblatt für Bibliothekswesen. Band 52, 1935, S. 459–471.
- Die Schutzstaffel als geistiger Stoßtrupp. [Burg Wewelsburg: SS-Schule], [1936], (Maschinenschriftlich).
- Juristische Abkürzungsverzeichnisse. In: Zeitschrift für ausländisches und internationales Privatrecht. Jahrgang 18, Heft 2/3, 1953, S. 524–549, JSTOR:27873200.
- Deutsches Schrifttum über internationales und ausländisches Privatrecht 1951–1953. In: Zeitschrift für ausländisches und internationales Privatrecht. Jahrgang 19, Heft 4, 1954, S. 733–764, JSTOR:27873393.
- Die Bibliothek des Max-Planck-Instituts für Ausländisches und Internationales Privatrecht in Hamburg: ihr Werden und ihre Stellung innerhalb verwandter Sammlungen. In: Christian Voigt, Erich Zimmermann (Hrsg.): Libris et litteris. Festschrift für Hermann Tiemann zum 60. Geburtstag am 9. Juli 1959. Maximilian-Gesellschaft, Hamburg 1959, S. 49–60.
- mit Werner Kayser: Joachim-Ringelnatz-Bibliographie (= Schriften des Philobiblon. 2, ZDB-ID 1059823-6). Hauswedel, Hamburg 1960.
- Die Schriften Hans Dölles. In: Ernst von Caemmerer, Arthur Nikisch, Konrad Zweigert (Hrsg.): Vom deutschen zum europäischen Recht. Festschrift für Hans Dölle. Band 2: Internationales Recht, Kollisionsrecht und Internationales Zivilprozessrecht, Europäisches Recht. Mohr, Tübingen 1963, S. 526–537.
- Friedrich-Georg-Jünger-Bibliographie. In: Philobiblon. Jahrgang 7, Heft 3, 1963, ISSN 0031-7969, S. 160–182.
- Bibliographie der Werke Ernst Jüngers. Klett, Stuttgart 1970.